# Titularbistum Selja
Selja ist ein Titularbistum der römisch-katholischen Kirche.
Es geht zurück auf einen früheren Bischofssitz benannt nach der norwegischen Atlantikinsel Selja. Die Insel gilt als Exil der Irin Sunniva von Selje, die im 10. Jahrhundert vor ihrer Zwangsheirat flüchtete und einen Märtyrertod auf der Insel starb. Sunniva von Selje ist die Schutzheilige der norwegischen Diözese Bjørgvin und von ganz Westnorwegen. Benediktiner errichteten Anfang des 12. Jahrhunderts ein Kloster auf der Insel.
| Titularbischöfe von Selja |                                 |                                                             |                  |                  |
| Nr.                       | Name                            | Amt                                                         | von              | bis              |
| 1                         | Olaf Offerdahl                  | Apostolischer Vikar von Norwegen und Spitzbergen (Norwegen) | 13. März 1930    | 7. Oktober 1930  |
| 2                         | Jacques Mangers SM              | Apostolischer Vikar von Oslo (Norwegen)                     | 12. Juli 1932    | 29. Juni 1953    |
| 3                         | Claude Marie Joseph Dupuy       | Weihbischof in Lyon-Vienne (Frankreich)                     | 7. März 1955     | 4. Dezember 1961 |
| 4                         | Eduard Macheiner                | Weihbischof in Salzburg (Österreich)                        | 1. März 1963     | 18. Oktober 1969 |
| 5                         | Salvador Lazo Lazo              | Weihbischof in Tuguegarao und Nueva Segovia (Philippinen)   | 1. Dezember 1969 | 20. Januar 1981  |
| 6                         | Ângelo Domingos Salvador OFMCap | Weihbischof in São Salvador da Bahia (Brasilien)            | 16. März 1981    | 16. Mai 1986     |
| 7                         | Eurico dos Santos Veloso        | Weihbischof in Juiz de Fora (Brasilien)                     | 12. März 1987    | 22. Mai 1991     |
| 8                         | Pero Sudar                      | Weihbischof in Sarajevo (Bosnien-Herzegowina)               | 28. Mai 1993     |                  |